# 羽立駅
羽立駅（はだちえき）は、秋田県男鹿市船川港比詰（ふながわみなとひづめ）字大巻（おおまき）にある、東日本旅客鉄道（JR東日本）男鹿線の駅である。

## 歴史
かつては、男鹿市による簡易委託駅であったが、2006年（平成18年）3月31日をもって窓口の営業を終了した。

### 年表
- 1915年（大正4年）12月1日：国鉄の駅として南秋田郡船川港町大字比詰に開業[2]。
- 1970年（昭和45年）10月1日：貨物の取り扱いを廃止[3]。
- 1984年（昭和59年）2月1日：荷物扱いを廃止[3]。
- 1985年（昭和60年）3月14日：駅員無配置駅となる[4]。
- 1987年（昭和62年）4月1日：国鉄分割民営化により東日本旅客鉄道の駅となる[3]。
- 2006年（平成18年）3月31日：簡易委託を解除し、完全無人化。
- 2014年（平成26年）：バリアフリー対応駅舎が改築・落成。
- 2018年（平成30年）5月12日：男鹿駅の業務委託化に伴い、土崎駅に管理駅が変更となる。
- 2023年（令和5年）5月27日：ICカード「Suica」の利用が可能となる[5][6]。
- 2024年（令和6年）10月1日：えきねっとQチケのサービスを開始[1][7]。

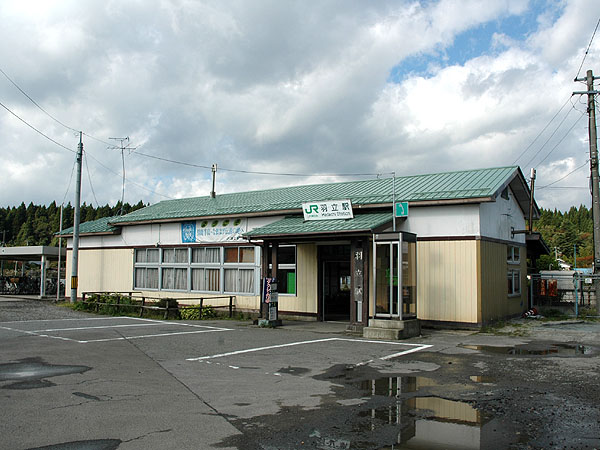
旧駅舎（2005年10月）

## 駅構造
単式ホーム1面1線を有する地上駅である。2014年（平成26年）に駅舎が改築されている。
土崎駅管理の無人駅である。簡易Suica改札機と乗車駅証明書発行機が設置されている。

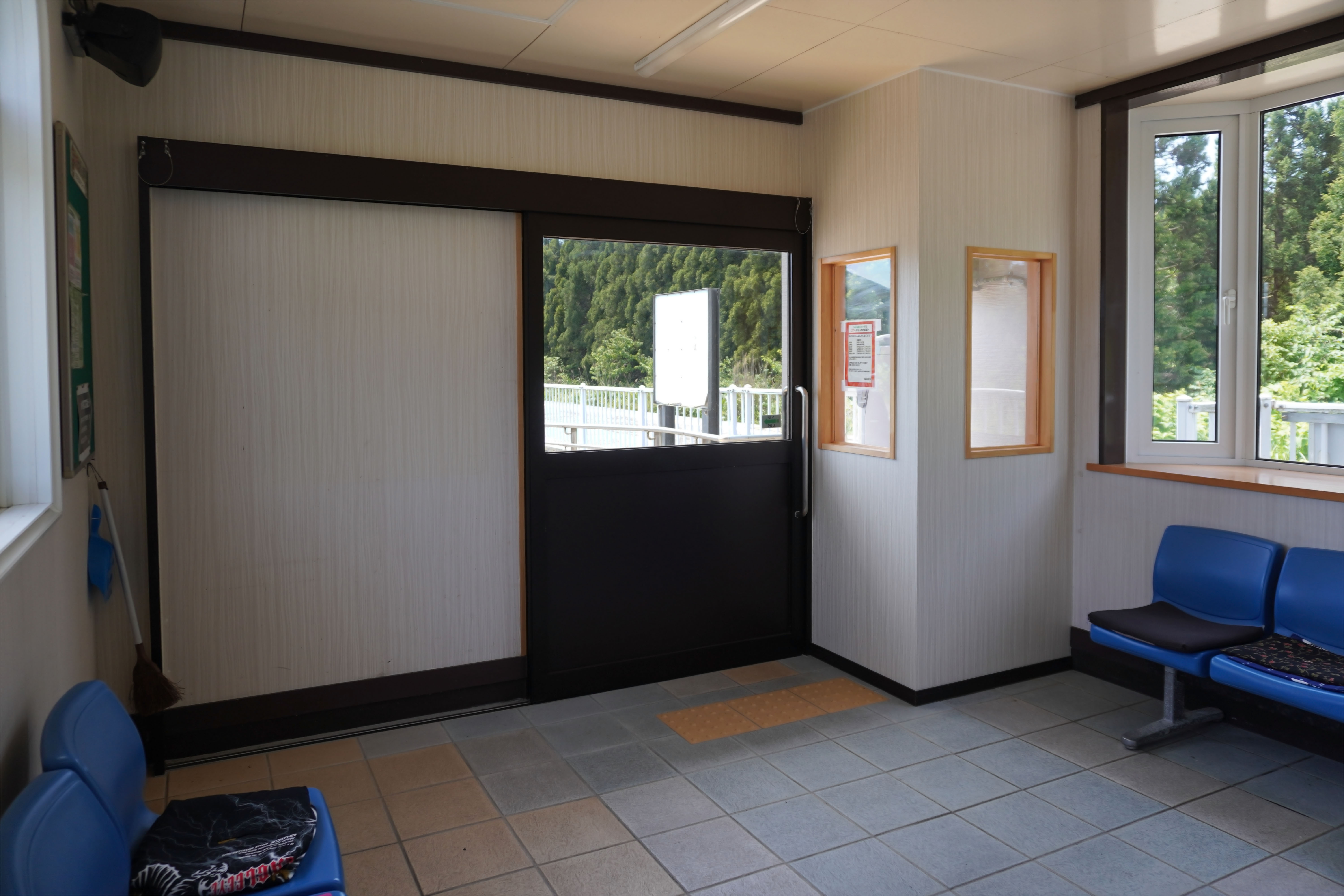
駅舎内（2024年5月）
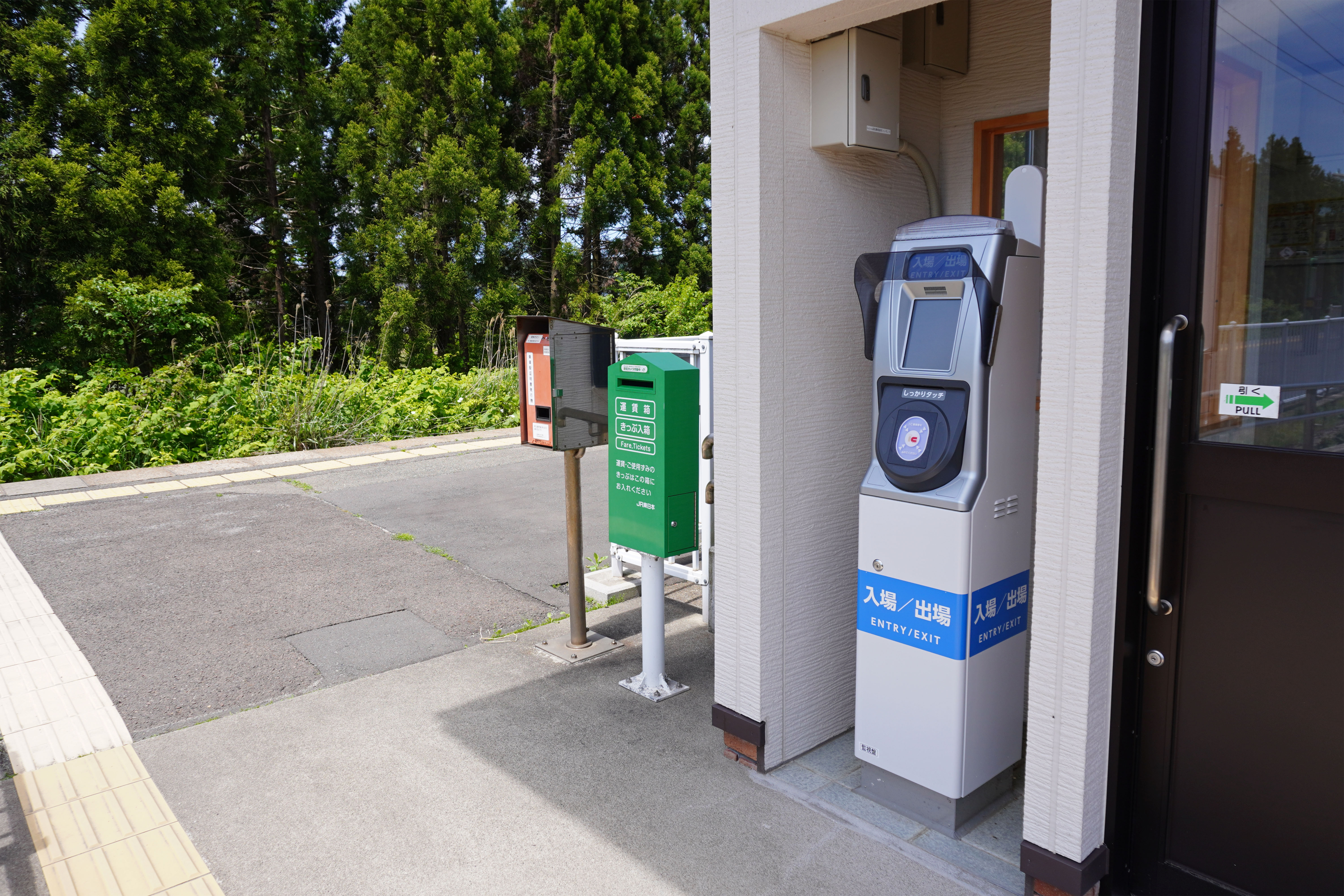
簡易Suica改札機（2024年5月）
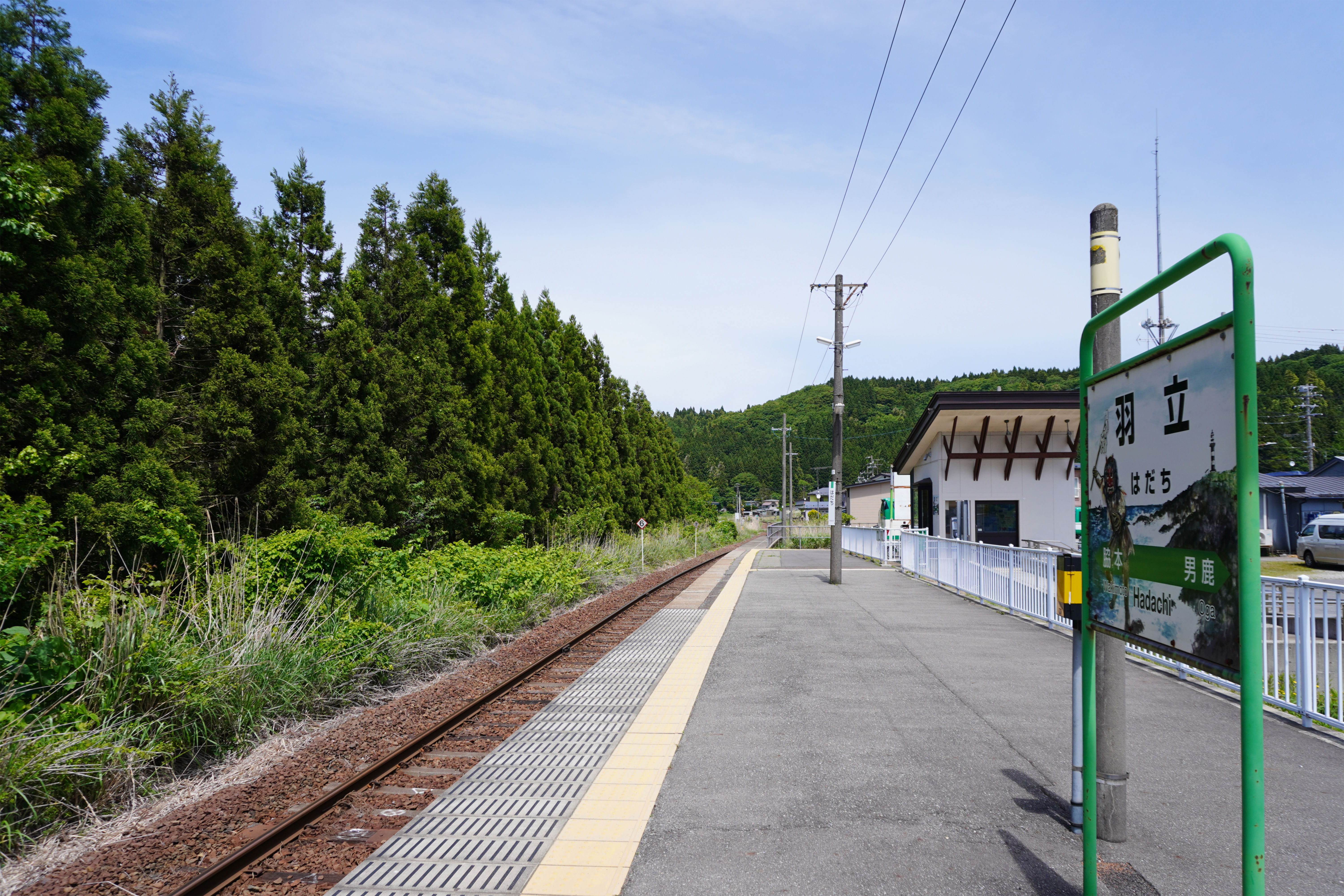
ホーム（2024年5月）

## 利用状況
JR東日本によると、2000年度（平成12年度）- 2002年度（平成14年度）の1日平均乗車人員の推移は以下のとおりであった。
| 乗車人員推移       | 乗車人員推移     | 乗車人員推移 |
| 年度               | 1日平均 乗車人員 | 出典         |
| ------------------ | ---------------- | ------------ |
| 2000年（平成12年） | 425              | [ 8 ]        |
| 2001年（平成13年） | 388              | [ 9 ]        |
| 2002年（平成14年） | 370              | [ 10 ]       |

## 駅周辺
- 国道101号
  - 茶臼峠
- 秋田県道59号男鹿半島線
- 金川郵便局
- 秋田県埋蔵文化財センター中央調査課男鹿整理収蔵室 - 旧男鹿高等学校校舎を利用

## 隣の駅
東日本旅客鉄道（JR東日本）
■男鹿線
脇本駅 - 羽立駅 - 男鹿駅